# 莎麗娜
赛琳娜·金塔尼亚-佩雷斯（西班牙語：Selena Quintanilla-Pérez，1971年4月16日—1995年3月31日），简称赛琳娜（英語：Selena），美國女創作歌手，20世紀末最著名的墨西哥裔美國藝人之一。她在《告示牌》榜單的热门拉丁单曲榜上有14首歌曲进入前十名，其中7首还是冠军单曲，《告示牌》称她为“90年代顶级拉丁艺人”（top Latin artist of the '90s）和“十年最畅销拉丁艺人”（Best selling Latin artist of the decade）。1994年至1995年最成功的两首拉丁单曲《Amor Prohibido》和《No Me Queda Más》皆是赛琳娜的作品。她被称为“特加諾音樂女王”和“墨西哥的麦当娜”。赛琳娜在自己12岁时就发行了第一张专辑。1987年，她赢得了特哈诺音乐奖的年度最佳女歌手奖，并在几年后与EMI签订唱片合约。20世纪90年代早期，她的知名度与日俱增（特别是在西班牙语国家），并且也开始录制英语歌曲。
1995年3月31日，赛琳娜遭自己前任粉丝俱乐部主席约兰达·萨尔迪瓦谋杀，终年23岁。两星期后的1995年4月12日，德州市長乔治·沃克·布什宣布赛琳娜的生日（4月16日）成为该州的“赛琳娜节”。1997年，华纳兄弟以她生平改编的电影《哭泣的玫瑰》上映，由詹妮弗·洛佩兹饰演赛琳娜。音乐舞台剧《永远的赛琳娜》也是以她的生平改编，由维罗尼卡·巴斯克斯（Veronica Vazquez）扮演赛琳娜。2006年6月，德克萨斯州科珀斯克里斯蒂树立起一座真人大小的赛琳娜铜像，还开设了一家赛琳娜博物馆。截至2014年3月，她的唱片在全世界共计售出了超过6000万张，是历史上作品最畅销的艺人之一。截至2014年6月，她仍是历史上作品销售第三高的拉丁艺人，仅次于夏奇拉（冠军）和格洛丽亚·埃斯特凡（亚军）。她还是仅有的一位在公告牌二百强专辑榜上同时有5张专辑上榜的女艺人。纽约州奥尔巴尼的《联合时报》（Times Union）把赛琳娜评为“历史上100位最酷的美国人”之一。

## 早年生活
赛琳娜于1971年4月16日在美国德克萨斯州布拉佐里亚县的莱克杰克逊:30出生，是家里三个孩子的老幺。她的父亲小亚伯拉罕·金塔尼利亚（Abraham Quintanilla, Jr.）是墨西哥裔美国人，母亲马塞拉·奥菲利亚（Marcella Ofelia）的娘家姓是萨莫拉（Samora），拥有一半切罗基美洲原住民和一半墨西哥裔美国人血统:22。赛琳娜在耶和华见证人教堂的环境下长大。她3岁就开始学习唱歌，到了9岁那年，父亲把自己的三个孩子一起组建成一个声乐演唱组合，起名叫（字面意为“赛琳娜和弟兄们”）。几个孩子先是在家里开办的餐馆表演，但餐馆之后不久就因生意不佳倒闭。接下来一家人搬到了科珀斯克里斯蒂，演唱组合会利用任何能够得到的机会表演，例如街头巷尾、婚礼、成年礼和市集等:53。随着赛琳娜的受欢迎程度与日俱增，她的演出和旅行安排开始妨碍到教育，父亲在她读8年级时就让她退了学。17岁那年，赛琳娜通过美国学校课程取得了高中文凭:59。
乐队的努力获得了回报，1985年，年仅14岁的赛琳娜为一家唱片公司录制了第一张专辑。她的父亲买下了所有的原版拷贝:49，之后在1995年以《我的第一张唱片》（Mis Primeras Grabaciones）之名发行:288。之后的3年时间里，她还发行了另外6张专辑，但并没有签订合约。

## 事业成功
赛琳娜获得了1987年特哈诺音乐奖的年度最佳女歌手奖，并且余生中每一年都将赢得这座奖项。1989年，前索尼拉丁音乐总裁何塞·贝哈尔（José Behar）与赛琳娜签订了的合同，他之后表示自己发现了又一位格洛丽亚·埃斯特凡。1988年，赛琳娜结识了自己拥有乐队的歌手克里斯·佩雷斯。两年后，金塔尼利亚一家聘请佩雷斯加入赛琳娜的乐队，两人还开始了交往。她的父亲起初反对两人交往，甚至还开除了佩雷斯，但最后还是接受了两人的关系。1992年4月2日，赛琳娜和佩雷斯在德克萨斯州的努埃塞斯县登记结婚。
1990年，她的专辑（字面意为《跟我来》）发行，其中的歌曲由兄长兼乐队歌曲主创亚伯拉罕·金塔尼利亚三世创作，成为历史上第一张由女艺人录制并达到金唱片销量的特哈诺专辑。同期，赛琳娜的粉丝、注册护士约兰达·萨尔迪瓦找到赛琳娜的父亲，提议组建粉丝俱乐部。小亚伯拉罕同意了这个建议，并让萨尔迪瓦担任俱乐部主席和赛琳娜一家零售商店的经理。1992年，赛琳娜的新唱片（意为《走进我的世界》）获得成功，其中的歌曲（意为《像花一样》）对她的事业起到了很大的推动作用。下一张专辑（意为《赛琳娜现场》）则在第36届格莱美奖角逐中赢得了墨西哥-美国专辑奖。
1994年，赛琳娜发行了专辑，这张唱片获得了格莱美奖年度最佳墨西哥-美国专辑提名。这年她和乐队还获得了更多的荣誉。《告示牌》杂志的“我们的事情奖”（Premio Lo Nuestro）授予他们6座奖项，包括最佳拉丁艺人和获得的年度最佳歌曲奖。同时，她与（字面意为“巴里奥男孩”）合作的歌曲（意为《无论你在哪》）在告示牌拉丁歌曲榜上冲至冠军位置，赛琳娜因此决定在拉美进行巡演:123。她与萨尔瓦多歌手阿尔瓦罗·托雷斯（álvaro Torres）对唱了歌曲（意为《好朋友》）。到1994年秋，已经在墨西哥获得了商业上的成功，其中有4首歌曲登上拉丁歌曲榜首，在排行榜上取代格洛丽亚·埃斯特凡的（意为《我的故土》）成为新的冠军专辑。到1994年末，唱片已在美国售出40万张，墨西哥5万张，达到金唱片标准。
除了音乐外，赛琳娜也在1994年开始设计和制作服装，在科珀斯克里斯蒂和圣安东尼奥各开办了一家服装店，其中都配备有美容院:120。《西班牙商业》（Hispanic Business）杂志报道称，赛琳娜在这两家服装店的收益超过500万美元。赛琳娜还曾短暂地在墨西哥肥皂剧《两个女人一条路》（Dos Mujeres, Un Camino）中和埃里克·埃斯特拉达（Erik Estrada）演对手戏:134。1995年，她还开始协商出演埃米利奥·拉罗萨（Emilio Larrosa）制作的另一部肥皂剧:134。
达到事业高峰的同时，赛琳娜以家庭为中心，积极参与禁毒和提高艾滋病意识的宣传活动。从1995年开始，她计划要在美国流行音乐主流领域取得突破，并于这年春开始制作自己的第一张英语专辑。

## 逝世

### 谋杀
1995年初，金塔尼利亚一家发现约兰达·萨尔迪瓦（Yolanda Saldívar）一直在挪用粉丝俱乐部的资金，决定解除她的职务。三个星期后，赛琳娜同意在科珀斯克里斯蒂一家戴斯酒店和萨尔迪瓦见面，希望拿到萨尔迪瓦之前一直拒绝交出的财务记录。萨尔迪瓦又一次推迟了移交，声称自己在墨西哥遭到了强奸。赛琳娜于是开车把对方送到当地一家医院，但没有发现任何证据表明当事人有受过强奸。两人回到汽车旅馆，赛琳娜再次要求对方交出财务记录，对此萨尔迪瓦的反应是从皮包里掏出手枪指向赛琳娜。赛琳娜试着逃跑，但对方从背后开枪打中她的右肩，切断了一条动脉。已受致命重伤的赛琳娜跑向大厅求助，她因体力不支倒在地上，店员马上打了911报警电话，萨尔迪瓦仍在后面追赶，一边嘴里咒骂她是个“婊子”。1995年3月31日下午13点05分，赛琳娜因失血过多在医院辞世，这时距她的24岁生日还差16天。她的遗体下葬在科珀斯克里斯蒂的海滨纪念公园。

### 影响
赛琳娜遭到谋杀一事产生了广泛的影响。美国各大电视台都中断了日常节目插播这条新闻，汤姆·布罗考（Tom Brokaw）在节目中称赛琳娜是“墨西哥的麦当娜”。《纽约时报》在她去世两天后以头版详述这一新闻:174。多地为她举行了守夜和纪念活动，德克萨斯州的多家电台不间断地播放她的音乐。有6万人前来送葬，其中许多人还是专程从别的国家赶来。包括格洛丽亚·埃斯特凡、西莉亚·克鲁兹（Celia Cruz）、胡利奥·伊格莱西亚斯和麦当娜在内的多位名流致电赛琳娜的家人表示哀悼:165。《人物》出版了一期纪念特刊《赛琳娜（1971至1995），她的图片人生》（Selena 1971–1995, Her Life in Pictures），纪念她的生平和音乐事业，卖出了近45万份。两个星期后，该公司又为赛琳娜出版了一期特刊，卖出了超过60万份。几天后，霍华德·斯特恩（Howard Stern）嘲笑了赛琳娜被谋杀一案和之后的葬礼，还取笑了她的送葬者，批评她的音乐，称“这音乐对我一点意义也没有，哪怕就是艾尔文与花栗鼠（Alvin and the Chipmunks）也更有灵魂……说西班牙语的人在音乐上的品味实在糟掉底儿了。他们一点深度都没有。”德克萨斯州的西班牙语族裔群体对斯特恩的评论感到出离愤怒。甚至有法院向他发出了行为不检的逮捕令，对此斯特恩在节目中以西班牙语发布道歉声明，强调自己的评论无意对“她的家人、朋友和所有爱她的人（造成）更多痛苦”。1995年4月12日，当时的德克萨斯州州长乔治·沃克·布什宣布赛琳娜的生日（4月16日）为该州的“赛琳娜节”。这一年赛琳娜还入选了“拉丁音乐名人堂”。
1995年夏，赛琳娜混合西班牙语歌曲和新录制英语曲目的专辑《梦见你》（Dreaming of You）一推出就登上了美国公告牌二百强专辑榜冠军位置，这在历史上的所有西班牙语歌手中是头一遭，销量即使是在所有歌手中也排到了第2位，仅次于迈克尔·杰克逊的《HIStory》。《梦见你》发行当天就卖出了17.5万张，创下女性流行歌手的新纪录，第一年则共计卖出了200万份。《梦见你》发行第一周共售出超过33万份:199，还在贝塔斯曼音乐集团美国最畅销唱片排行榜上名列第75位。包括（意为《我可以陷入情网》）和（意为《梦见你》）在内的多首歌曲得以在许多主流英语广播电台播放，其中在告示牌百强单曲榜排到了第21位。同时虽然当时不符合百强单曲榜的上榜资格，但还是在电台百首热门单曲榜上排到了第8位，并且打入成人现代歌曲榜的前十。《梦见你》先后35次得到美国唱片业协会拉丁音乐领域的白金认证。
1995年10月，休斯敦的一个陪审团判决萨尔迪瓦谋杀罪名成立并处以无期徒刑，至少要30年后才有可能获得假释。根据法官的命令，杀害赛琳娜的枪于2002年销毁，残渣抛入了科珀斯克里斯蒂湾。

## 追思、知名度及榮譽
1997年，华纳兄弟根据赛琳娜生平改编的电影《哭泣的玫瑰》上映，詹妮弗·洛佩兹在片中饰演赛琳娜；音乐舞台剧《永远的赛琳娜》也是以她的生平改编，维罗尼卡·巴斯克斯扮演赛琳娜。赛琳娜还于2001年成为唱片销量最高的三位拉丁艺人之一。2011年3月16日，美国邮政署发行了“拉丁传奇”纪念邮票，纪念包括赛琳娜、卡洛斯·葛戴尔、西莉亚·克鲁兹、铁托·普恩特（Tito Puente）和卡门·米兰达（Carmen Miranda）在内的多位拉丁艺人。截至2014年3月，赛琳娜的唱片在全世界的销量已经超过6000万张。
2017年11月3日，赛琳娜成為好萊塢星光大道第2,622顆星星，紀念她在音樂上的貢獻，星星地點在國會唱片大樓前方(1750 N. Vine Street)。

## 唱片目录
- （1989年）
- （1990年）
- （1992年）
- （1993年）
- （1994年）
- （1995年）
- （2012年）

## 影视作品
| 片名                       | 年份 | 角色 | 补充说明 |
| -------------------------- | ---- | ---- | -------- |
| 《天生爱情狂》             | 1995 | 歌手 | 小角色   |
| 《烟变奏之吐尽心中情》（Blue in the Face） | 1995 | 歌手 | 演唱歌曲 |

| 片名                                     | 年份       | 角色               | 补充说明 |
| ---------------------------------------- | ---------- | ------------------ | -------- |
| 《约翰尼·卡纳莱斯秀》（Johnny Canales Show）                | 1985至1994 | 以自己真实身份出镜 |          |
| 特哈诺音乐奖                             | 1987至1995 | 以自己真实身份出镜 |          |
| 《两个女人一条路》                       | 1993       | 以自己真实身份出镜 |          |
| 《好莱坞真实故事：赛琳娜谋杀案庭审》（E! True Hollywood Story: The Murder Trial of Selena） | 1996       |                    |          |
| 《哭泣的玫瑰拍摄经过》（The Making of Selena the Movie）               | 1997       |                    |          |
| 《永远的赛琳娜》（Por Siempre Selena）                     | 1998       |                    |          |
| 《全接触：赛琳娜》（VH1 All Access: Selena）                   | 1999       |                    |          |
| 《永远的赛琳娜》（Para Siempre Selena）                     | 2000       |                    |          |
| 《永远的赛琳娜》（Por Siempre... Selena）                     | 2001年起   |                    |          |
| 《赛琳娜现场》（Selena ¡VIVE!）                       | 2005       |                    |          |
| 《传记》                                 | 2008       | 电视剧（两集）     |          |
| 《前十三》（Top Trece）                           | 2008       | 电视剧（一集）     |          |
| 《历史传奇》（Historia de una Leyenda）                         | 2009       | 电视剧（一集）     |          |
| 《著名犯罪现场：赛琳娜》（Famous Crime Scene: Selena）             | 2010       | 电视剧（一集）     |          |
| 《犯罪故事：赛琳娜》（Reel Crime Story: Selena）                 | 2012       | 电视剧（一集）     |          |

## 巡回演出
- 赛琳娜现场巡演（Selena Live! Tour，1993至1994年）
- Amor Prohibido巡演（1994至1995年）